# Singapur Open 1971
Die Singapur Open 1971 im Badminton fanden vom  6. bis zum 10. Oktober 1971 in Singapur statt.

## Finalergebnisse
| Disziplin    | Sieger                             | Finalist                         | Ergebnis         |
| ------------ | ---------------------------------- | -------------------------------- | ---------------- |
| Herreneinzel | Ippei Kojima                       | Nunung Murdjianto                | 15:3, 18:16      |
| Dameneinzel  | Sylvia Ng                          | Thongkam Kingmanee               | 3:11, 11:9, 11:6 |
| Herrendoppel | Ade Chandra Christian Hadinata     | Ippei Kojima Junji Honma         | 15:10, 15:8      |
| Damendoppel  | Rosalind Singha Ang Teoh Siew Yong | Rebecca Loh Nancy Sng            | 15:2, 15:0       |
| Mixed        | Ng Boon Bee Sylvia Ng              | Bandid Jaiyen Thongkam Kingmanee | 15:6, 15:9       |